# When You Kiss Me
When You Kiss Me è un singolo della cantante canadese Shania Twain, pubblicato nel 2003 ed estratto dall'album Up!.

## Tracce
- CD (UK)

1. When You Kiss Me (Red) - 4:08
2. Up! (Red) - 2:53
3. I'm Gonna Getcha Good! (Live from Chicago) - 4:30
4. Enhanced: When You Kiss Me - Music Video
5. Enhanced: Up! (Excerpt) - Video

## Video
Il videoclip della canzone è stato diretto da Paul Boyd e girato in Nuova Zelanda.